# Garret FitzGerald
Garret Desmond FitzGerald (9. februar 1926 – 19. maj 2011) var en irsk politiker fra partiet Fine Gael, der var Irlands taoiseach (regeringsleder) i to omgange fra 1981 til 1982 og fra 1982 til 1987. Han trak sig tilbage fra politik i 1992.